# Сапожников Андрій Петрович
Андрій Петрович Сапожников (1795, Російська імперія — 17 (29)  березня 1855, Російська імперія) — російський художник-аматор, дійсний статський радник. Автор посібника з вивчення малювання.

## Біографія
Народився у 1795 році.
У 1811 році був зроблений в офіцери. З 20 травня 1811 року перебував на службі по інженерному корпусу, довгий час відвідував малювальні класи Імператорської академії мистецтв. У вільний від служби час займався написанням історичних картин та портретів.
У 1830 році отримав в управління власну креслярську великого князя Михайла Павловича, керував її художніми виданнями і в тому ж році, будучи вже інженером-полковником, був обраний у "почесні вільні спільники" Академії мистецтв. У 1834 році склав "початковий курс малювання" й подарував його Академії, разом зі зразками (моделями та гіпсами), для роздачі учням на іспитах.
1 січня 1832 рокі був зроблений у дійсні статські радники. У 1844 році був призначений "головним наставником-спостерігачем креслення й малювання" у військово-навчальних закладах.
Був відомий як малювальник картин до байок Крилова. Одним з перших він займався застосуванням гальванопластики до зняття копій вигравіюваних дощок. Разом з Ф.І. Прянішниковим він видав "Старий заповіт  у 86-ти нарисах, з малюнків Агіна, гравірованих К. Афанасьєвим" (1846) та "Костюми всіх наррдів у літографічних малюнках"
З моменту заснування Товариства заохочення мистецтв був його скарбником. Йому був доручений нагляд за пенсіонерами цієї установи.
Помер 17 (29) травня 1855 року. Був захоронений на Волківському православному кладовищі.